# خط بی‌ام‌تی کنارسی
خط بی‌ام‌تی کنارسی (انگلیسی: BMT Canarsie Line) یکی از خط‌های متروی نیویورک سیتی در بخش منهتن و بروکلین است.
این خط که در سال ۱۸۶۵ تأسیس شده دارای ۲۷ ایستگاه است.

نقشه خط

## نگارخانه

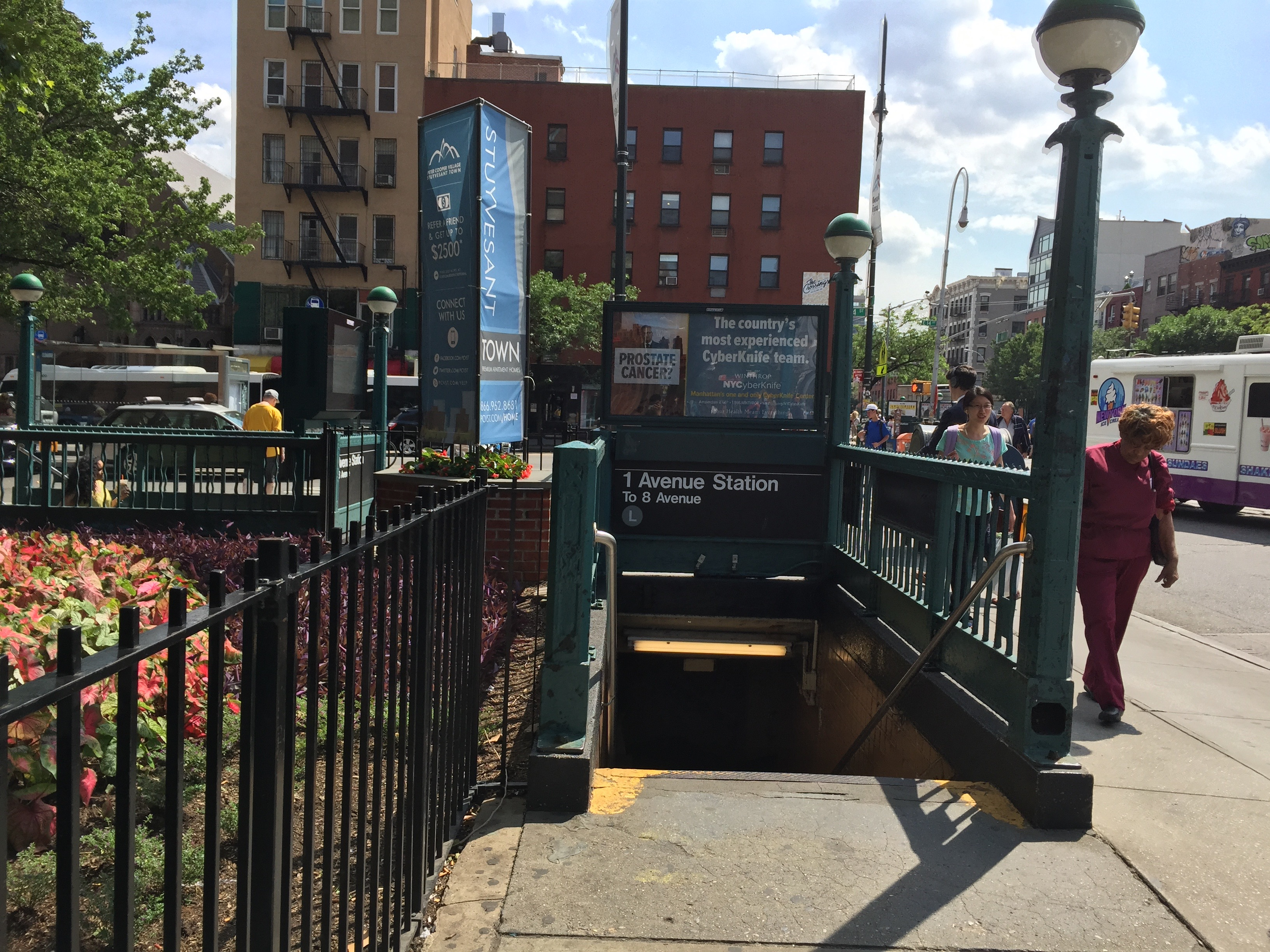
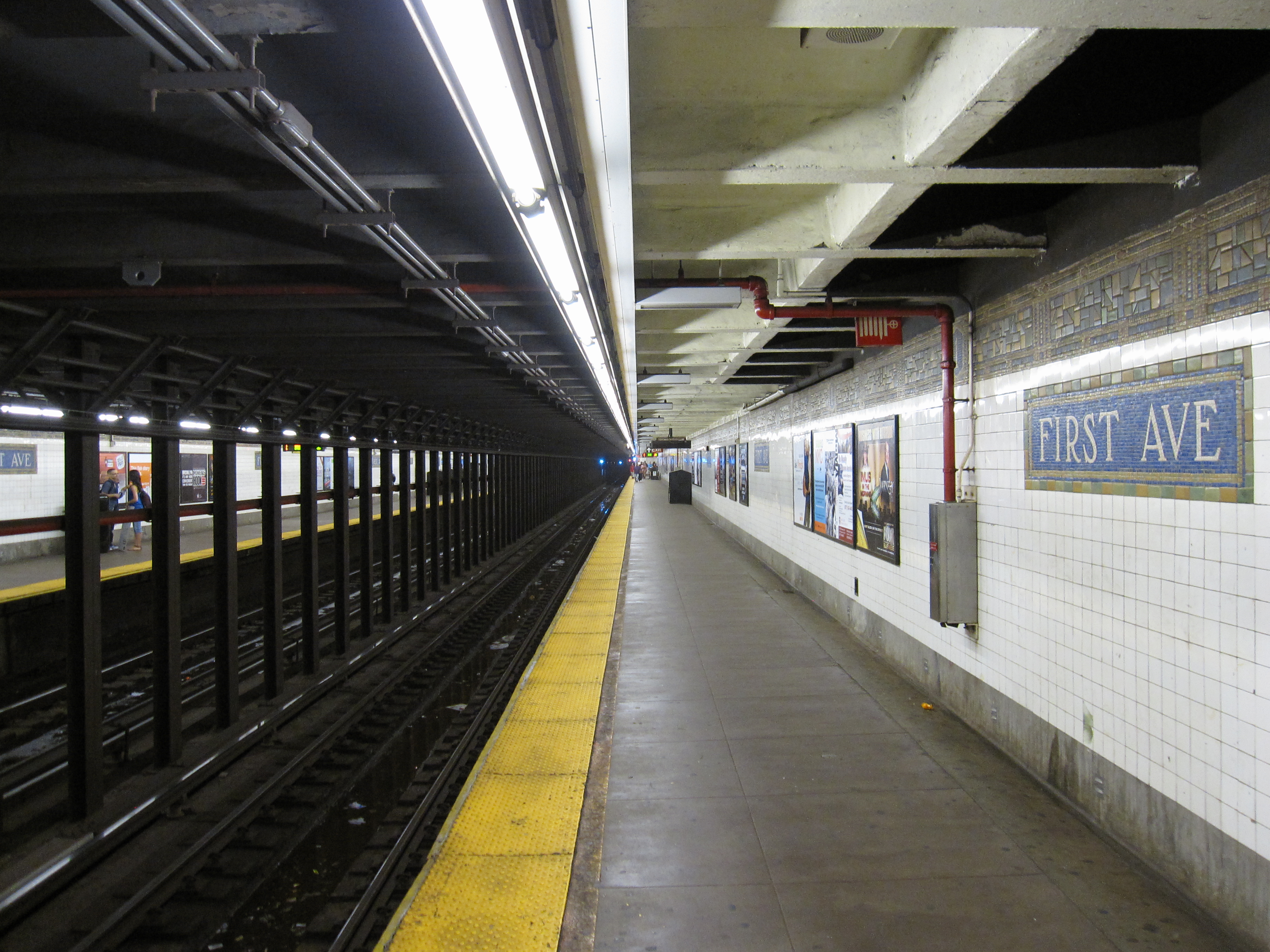
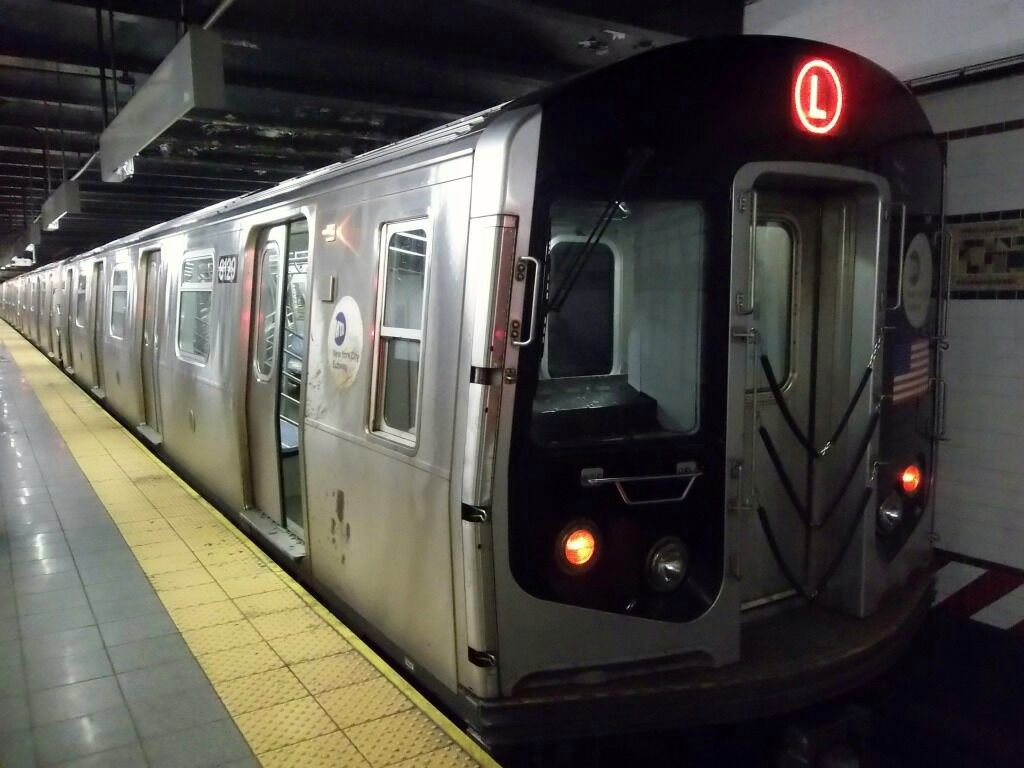
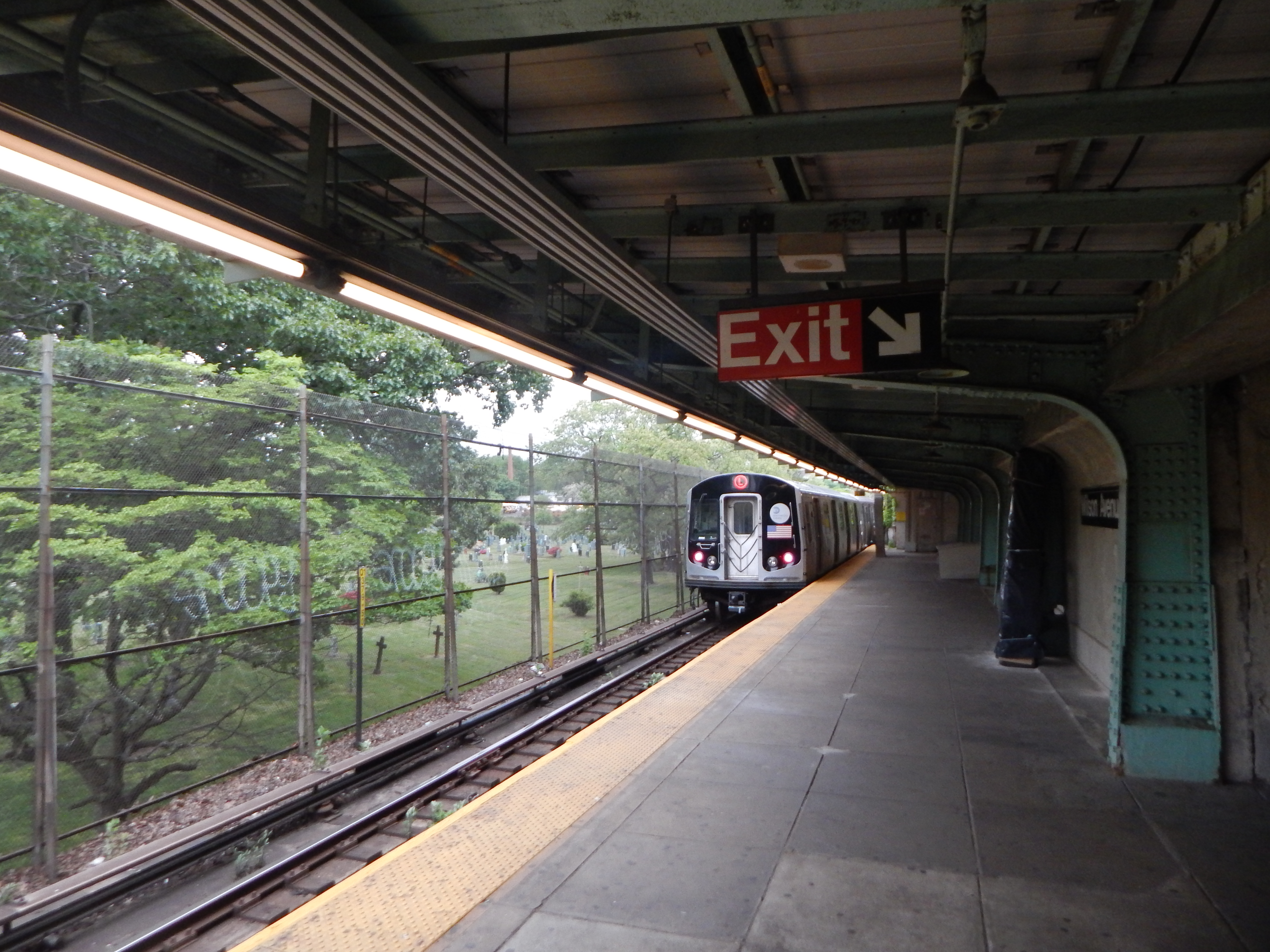